# Fissistigma villosissimum
Fissistigma villosissimum är en kirimojaväxtart som beskrevs av Elmer Drew Merrill. Fissistigma villosissimum ingår i släktet Fissistigma och familjen kirimojaväxter. Inga underarter finns listade i Catalogue of Life.